# كريستوف فانسينت
كريستوف فانسينت (8 نوفمبر 1992 بباستيا في فرنسا - ) (بالفرنسية: Christophe Vincent)‏ هو لاعب كرة قدم فرنسي في مركز الوسط. لعب مع سي أ باستيا ونادي أجاكسيو ونادي باستيا.

## وصلات خارجية
- كريستوف فانسينت على موقع رابطة كرة القدم الفرنسية للمحترفين (الإنجليزية)
- كريستوف فانسينت على موقع قاعدة بيانات كرة القدم.إي يو (الإنجليزية)
- كريستوف فانسينت على موقع Soccerway.com (الإنجليزية)
- كريستوف فانسينت على موقع عالم كرة القدم.نت (الإنجليزية)